# Штокхаузен, Маркус
Маркус Штокхаузен (нем. Markus Stockhausen; род. 2 мая 1957, Кёльн) ― немецкий джазовый трубач, композитор и музыкальный педагог.

## Биография
Маркус Штокхаузен родился в семье композитора Карлхайнца Штокхаузена. Начал заниматься на трубе в 1969 году. Позже брал уроки у известного джазового трубача Манфреда Шофа. Выступал в составе различных джазовых ансамблей, в том числе, с Ральфом Таунером. 
Более 25 лет Маркус Штокхаузен сотрудничал со своим отцом композитором Карлхайнцем Штокхаузеном, создавшим специально для сына ряд музыкальных произведений с участием сольной трубы. Автор нескольких десятков композиций, преимущественно для камерных ансамблей, как академической, так и джазовой направленности, а также музыки к кинофильмам. За свою музыкальную карьеру принял участие в записи более 60 компакт-дисков, как изданных под свои именем, так и в сотрудничестве с другими музыкантами. Записывался также совместно со своим сводным братом — композитором и исполнителем-мультиинструменталистом Симоном Штокхаузеном. Маркус Штокхаузен не преподаёт, но проводит мастер-классы.

## Фильмография
- 1989 — Берлин — Иерусалим / Berlin-Yerushalaim
- 1992 — Голем, дух изгнания / Golem, l'esprit de l'exil
- 1993 — Голем: Окаменевший сад
- 1996 —  / Milim
- 2004 —  / Ich will laufen! Der Fall Dieter Baumann
- 2005 —  / Schattenväter